# Benjaminia reflexa
Benjaminia reflexa là một loài thực vật có hoa trong họ Mã đề. Loài này được (Benth.) D'Arcy mô tả khoa học đầu tiên năm 1979.